# Mont Mitchell
Pour les articles homonymes, voir Mitchell.
Le  mont Mitchell (Mount Mitchell) avec ses 2 037 mètres est le plus haut sommet de la chaîne de montagnes des Appalaches. Situé dans l’État de la Caroline du Nord aux États-Unis, il était le plus haut sommet du pays jusqu’en 1845 lorsque l’État du Texas a rejoint le pays. Il est situé à proximité de la ville de Burnsville dans le comté de Yancey. Le mont fait partie du parc d'État de Mount Mitchell.
Son nom provient d’Elisha Mitchell  qui était professeur de l'université de Caroline du Nord. Il détermina sa hauteur en 1835 et y décéda par accident en 1857 lors de vérification de ses mesures sur le terrain.
Son ascension est facilitée de nos jours par la création d’une route historique et par l'existence de sentiers faciles d’accès à proximité de son sommet. De nombreux touristes visitent les lieux. Une plateforme d’observation et la tombe du professeur Mitchell se trouvent à son sommet. Un musée, le Mount Mitchell Museum, est situé sur les pentes nord.
Le climat du mont est très doux durant l’été, et très rude durant l’hiver. La température minimale relevée était de −37 °C le 21 janvier 1985 et la température annuelle moyenne y est de 6,6 °C. La neige est présente en général de décembre à mars. Le record de vitesse de vent est de 286 km/h